# Comuna Bârsău, Satu Mare
Bârsău (în maghiară: Felsőberekszó) este o comună în județul Satu Mare, Transilvania, România, formată din satele Bârsău de Jos și Bârsău de Sus (reședința).

## Demografie
Componența etnică a comunei Bârsău
     Români (96,41%)
     Alte etnii (0,14%)
     Necunoscută (3,46%)
Componența confesională a comunei Bârsău
     Ortodocși (81,76%)
     Penticostali (14,55%)
     Alte religii (0,05%)
     Necunoscută (3,64%)
Conform recensământului efectuat în 2021, populația comunei Bârsău se ridică la 2.199 de locuitori, în scădere față de recensământul anterior din 2011, când fuseseră înregistrați 2.434 de locuitori. Majoritatea locuitorilor sunt români (96,41%), iar pentru 3,46% nu se cunoaște apartenența etnică. Din punct de vedere confesional, majoritatea locuitorilor sunt ortodocși (81,76%), cu o minoritate de penticostali (14,55%), iar pentru 3,64% nu se cunoaște apartenența confesională.

## Politică și administrație
Comuna Bârsău este administrată de un primar și un consiliu local compus din 11 consilieri. Primarul, Sofinel-Lucian-Longhin Ciurdaș[*], de la Partidul Național Liberal, este în funcție din 1 noiembrie 2024. Începând cu alegerile locale din 2024, consiliul local are următoarea componență pe partide politice:
|  | Partid                    | Consilieri | Componența Consiliului | Componența Consiliului | Componența Consiliului | Componența Consiliului | Componența Consiliului |
|  | ------------------------- | ---------- | ---------------------- | ---------------------- | ---------------------- | ---------------------- | ---------------------- |
|  | Partidul Național Liberal | 5          |                        |                        |                        |                        |                        |
|  | Partidul Social Democrat  | 5          |                        |                        |                        |                        |                        |
|  | Partidul Ecologist Român  | 1          |                        |                        |                        |                        |                        |